# Kippinge Kirke
Kippinge Kirke er en kirke i Nordvestfalster Sogn, Falsters Nørre Herred, Maribo Amt, Lolland-Falster Stift. Kirken var i middelalderen en berømt valfartskirke, fordi den ejede nogle dråber af Kristi blod. Efter reformationen knyttedes kulten til en Maria-tavle og en Sankt Sørens kilde helt op til begyndelsen af 1800-tallet. Kirken har muligvis været viet til Vor Frue, men Sankt Nikolai nævnes også. På en kirkegårdsportal står årstallet 1524. Kirken består af unggotisk langhus opført i teglsten over skråkantsokkel. Langhuset har tresidet afslutning mod øst. Den spidsbuede norddør og præstedør er tilmuret, syddøren er stadig i brug, men noget omsat. Våbenhus og tårn er opført i sengotisk tid. Til tårnet er senere tilbygget et vestkapel, som formodentlig har tilknytning til valfarterne.
Middelaldercentret ved Nykøbing Falster begyndte i 2011 opførelsen af en rekonstruktion af Kippinge Kirke, som den så ud i 1200-tallet.

## Altertavle
Altertavlen er udført af Jørgen Ringnis i 1633, maleriet er formodentlig udført af dronning Sophies hofmaler, Anthonius Clement. Alterskranken er fra 1732. Fonten af træ er udført af Jørgen Ringnis i 1635, dåbshimlen er samtidig med fonten. Kirken har to korbuekrucifikser, et fra midten af 1300-tallet og et fra o.1400. Korgitteret er udført o.1650 i stil med Jørgen Ringnis. Prædikestolen er udført af Jørgen Ringnis i 1631.

## Kalkmalerier
Korhvælvets kalkmalerier dateres til o.1300. De er formodentlig blevet genopmalet i begyndelsen af 1500-tallet og har stået fremme til 1691, da de blev overmalet med en dekorativ udsmykning. Kalkmalerierne blev afdækket og restaureret i 1904 af M. Henriksen og igen i 1909 af E. Rothe.
I korhvælvet er motiverne hovedsageligt fra 1.Mosebog kap.3-4. Maleren har været dygtig både kunstnerisk og teknisk. Kalkmalerierne er malet på et tyndt kalklag, som er påført den friske puds. Derved forbliver pudsen våd længere, og farverne kan påføres uden bindemiddel og bindes med den våde puds, hvorved de holder længere. Ved denne teknik har det været muligt at bruge billigere farver, og arbejdet er blevet færdiggjort på omkring 14 dage. Maleren har brugt den billige kalkblå, der har ændret sig til grøn. Dette værksted benævnes som Kippinge-værkstedet.
I østkappen ses den tronende Kristus flankeret af Maria og Johannes Døberen samt 2 engle. I sydkappen ses Syndefaldet. I vestkappen mod øst ses Uddrivelsen og Arbejdet, her sidder Eva med spinderok og børn, Adam står pelsklædt med hakke, I sviklerne ses Kain og Abels offer. I den nordre kappe mod vest ses Brodermordet og Mikael Dragedræber. De gammeltestamentlige motiver slutter her. Nu fortælles ved korte symboler, at resultaterne af Syndefaldet vil blive nedkæmpet af Mikael. I den østlige nordkappe ses Bebudelsen. Hele det Ny Testamente er indeholdt i denne ene scene, Gabriels bebudelse for Maria indeholder viden om Kristus fødsel og overvindelse af det onde på Dommedag, som er skildret i østkappen. Bebudelsen er placeret lige over for Syndefaldet, hvorved det teologiske budskab om, at Maria skal sone Evas synd bliver fremhævet. En af de oldkristne fædre Irenæus (?-202) har forkyndt, at Maria ved Kristus godtgør den første Evas synd, som gjorde, at menneskeheden blev dødelig. Kristus skulle blive den anden Adam. Irenæus forkynder, at Kristus skal fødes af den anden jomfru Maria, idet han benævner Eva som jomfru, da hun var i Paradis og forførte Adam.

## Korgitter og døbefont
Kirken har bevaret et korgitter, der er lidt af en sjældenhed i danske kirker.
Foran korgitteret står døbefonten der er forsynet med fontelåg.

## Vestkapel
I vestkapellet står det nederste af en gotlandsk kalkstensfont med fire hoveder på foden.

## Kirkemur
På Kirkens vestside findes en mur med tilmuret dør og nicher hvor kirkegængerne efter sigende har siddet.
- Døbefontens låg.
- (Det sjældne) korgitter.
- Fonten i kirkens middelalderlige vestkapel.
- Kirkemur med dør og nicher.

## Eksterne kilder og henvisninger
- Wikimedia Commons har flere filer relateret til Kippinge Kirke
- Kippinge Kirke Arkiveret 31. januar 2011 hos  Wayback Machine hos nordenskirker.dk
- Kippinge Kirke hos denstoredanske.dk
- Kippinge Kirke hos KortTilKirken.dk
- Kippinge Kirke hos danmarkskirker.natmus.dk (Danmarks Kirker, Nationalmuseet)